# Plougar
Plougar (tiếng Breton: Gwikar) là một xã của tỉnh Finistère, thuộc vùng Bretagne, miền tây bắc Pháp.

## Dân số
Người dân ở Plougar được gọi là Plougarois.